# Albinisme
Albinisme is het aangeboren, gedeeltelijk of geheel ontbreken van het pigment melanine, bij mensen, dieren of planten. Dit resulteert bij dier of mens in een gedeeltelijk, of geheel witte huid, veren of schubben, en vaak rode ogen.
Het tegenovergestelde van albinisme is melanisme: een teveel aan donkere pigmenten (vooral melanine).

## Bij de mens
Bij mensen met albinisme is ontbreekt het pigment melanine gedeeltelijk of geheel in het haar en/of de huid, wat resulteert in een gedeeltelijk of geheel witte huid en vaak rode ogen. De rode ogen zijn een gevolg van het ontbreken van pigment in de iris; bij mensen zonder albinisme maskeert het pigment in de iris de bloedvaten. De huid van iemand met albinisme is erg gevoelig voor de zon en verbrandt snel. Albinisme komt voor bij 1 op de 20.000 mensen.
Albinisme geeft allerlei oogklachten:
- verminderde visus (gezichtsscherpte); sommige patiënten zijn praktisch blind, anderen zijn nauwelijks beperkt.
- onderontwikkelde gele vlek
- nystagmus: spontane onwillekeurige oogbewegingen
- lichtdoorlatende iris
- soms strabisme (lui oog, scheelzien).
- soms fotofobie: afkeer en/of pijn bij te fel licht.

Verder blijken de zenuwbanen bij het chiasma opticum afwijkend te zijn aangelegd.
Sommige vormen van albinisme blijven tot de oogklachten beperkt: oculair albinisme. Deze vormen erven X-gebonden over, zodat vrouwen (draagster, geen klachten) de eigenschap doorgeven aan zonen (wel klachten).
Bij andere vormen van albinisme is pigment ook verminderd of afwezig in huid en haar: oculocutaan albinisme (OCA). Deze erven alle autosomaal recessief over. De meest voorkomende vormen in Europa zijn: OCA1 (onderverdeeld in OCA1a: helemaal geen pigment; en OCA1b: nog enig pigment) en OCA2 (wel enig pigment). OCA3 komt vooral in Afrika voor. OCA4 is erg zeldzaam. Bij OCA1 worden mutaties gevonden in het gen TYR, wat codeert voor tyrosinase. Bij OCA2 worden mutaties gevonden in OCA2, voorheen het P-gen geheten. Dit gen is een belangrijke factor (90%) in de bepaling van oogkleur, en beïnvloedt ook de kans op melanoom. Albinisme van de huid leidt tot snel verbranden. Hierdoor treedt versnelde huidveroudering op, met een verhoogd risico op keratosis actinican en plaveiselcelcarcinomen. Omdat niet alle vormen van albinisme gepaard gaan met een totaal gebrek aan pigment, heeft niet elke albino per definitie wit haar en geheel rode ogen.
Daarnaast zijn er vormen van albinisme die met andere klachten gepaard gaan:
- de (minstens zeven) verschillende vormen van het syndroom van Hermansky-Pudlak gaan gepaard met een verminderde functie van bloedplaatjes, leidend tot bloedingsproblemen. Komt relatief vaak voor in Puerto Rico;
- het syndroom van Chediak-Higashi: bloedingsproblemen en verminderde afweer;
- het syndroom van Griscelli kan gepaard gaan met neurologische achteruitgang en afweerproblemen.

### Maatschappij

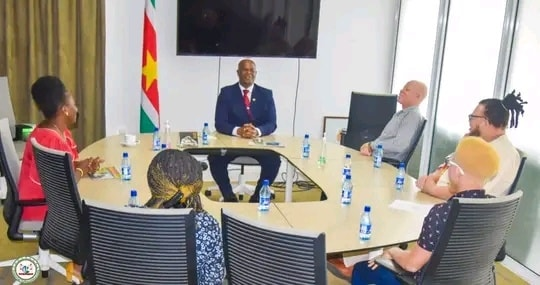
Ontmoeting van vicepresident Ronnie Brunswijk met het bestuur van het Nationaal Albino's Platform Suriname, juni 2022

Jaarlijks wordt er op 13 juni stil gestaan bij de albinisme op de Internationale Dag van het Albinisme. Deze dag is officieel erkend door de Verenigde Naties. In maart 2018 werd in Zimbabwe voor de eerste keer in de wereld een Miss Albino georganiseerd.
In Suriname worden de belangen van de albino's sinds 2021 behartigd door het Nationaal Albino's Platform Suriname, dat bekendheid wil geven aan het albinisme in de maatschappij en albino's bij elkaar wil brengen zodat zij steun aan elkaar hebben en kunnen vragen om advies.

### Misdrijven in Burundi en Tanzania
In verschillende gebieden in Afrika, zoals in Burundi en Tanzania, schrijven mensen magische krachten toe aan albino's. Dat leidt ertoe dat sommigen van hen daar vermoord en hun lichaamsdelen verkocht worden. Zo werd in Burundi een zesjarig meisje in november 2008 als vierde slachtoffer in korte tijd aan stukken gehakt. In Tanzania waren op dat moment bijna dertig albino's vermoord in de loop van het jaar. Ledematen en genitaliën van albino's zouden voor duizenden dollars verhandeld worden aan "tovenaars".
Ook in de huidige tijd (2020) worden nog altijd albino's aangevallen.
De Malinese filmmakers Adama Drabo en Ladji Diakite maakten in 2008 de film Fantan Fanga (Engelse titel The Power of the Poor) over dit dramatisch probleem van de behandeling van albino's in Afrika. De film werd in maart 2009 gepresenteerd op het Pan-Afrikaans Filmfestival in Ouagadougou, Burkina Faso.

## Bij dieren

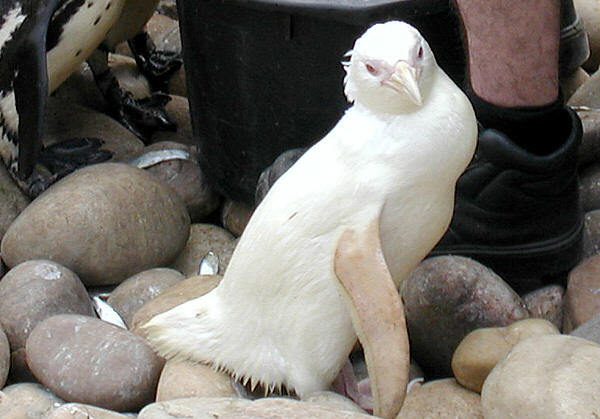
Snowdrop, een albino zwartvoetpinguïn, geboren in de Bristol Zoo, Engeland.

Albino's komen onder andere voor bij konijnen, fretten, ratten, walvissen en vogels. Wanneer het ontbreken van pigment niet gepaard gaat met rode ogen en overgevoeligheid voor zonlicht, spreekt men van leucisme. Veel vogels hebben dankzij deze aandoening een gedeeltelijk wit verenkleed.
Een wit dier is geen albino wanneer het een kenmerk is van zijn soort. Zo zijn veel dieren die in de poolstreken leven wel wit, maar geen albino's. Sommige diepzeevissen en troglobieten hebben geen pigment nodig omdat ze in een donkere omgeving leven.

### Bekende albinodieren
- de potvis Mocha Dick, die een inspiratiebron was voor Herman Melvilles Moby-Dick.
- de gorilla Sneeuwvlokje, die in 2003 in de dierentuin van Barcelona overleed.

## Bij planten

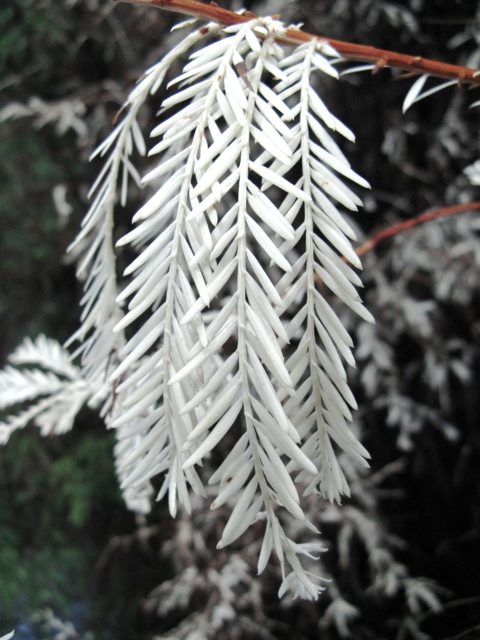
De albino kustmammoetboom

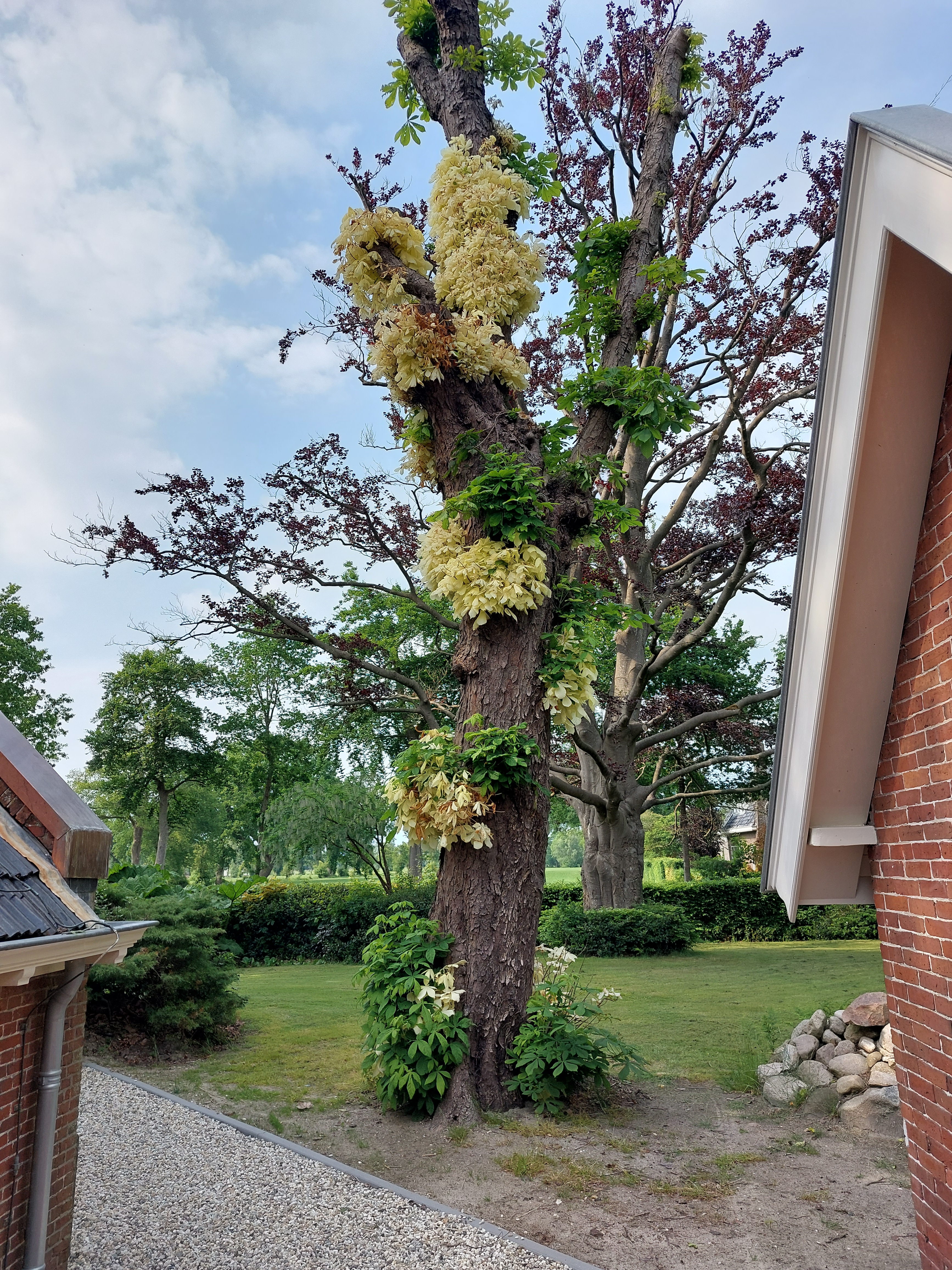
Deels albino kastanje

De albino kustmammoetboom is een voorbeeld van een albinoplant, die dus niet in staat is om bladgroen aan te maken. Daardoor heeft hij witte in plaats van groene naalden en kan ook geen fotosynthese laten plaatsvinden. Om te overleven moeten dit soort planten op andere manieren aan hun voedingsstoffen komen en dit gebeurt via parasitisme: de plant tapt met zijn wortels de voedingsstoffen van andere planten af. Er is maar een handvol albinoplanten bekend, met als oorzaak dat deze nooit lang leven. Zo zijn er bijvoorbeeld zo'n 25 albino kustmammoetbomen bekend, waarvan acht in het Henry Cowell Redwoods State Park en een enkele in het Humboldt Redwoods State Park, de exacte locatie is echter niet bekendgemaakt om deze bomen te helpen beschermen. Ook delen van planten kunnen bladgroen missen en de plant een deels albino uiterlijk geven.